# Camptoloma binotatum
Camptoloma binotatum là một loài bướm đêm thuộc phân họ Arctiinae, họ Erebidae. Loài này có ở miền bắc Ấn Độ và Assam, Nepal, Myanma và miền nam Trung Quốc.